# Ary Scheffer
Ary Scheffer (Dordrecht, 1795. február 10. – Argenteuil, 1858. június 15.) francia romantikus festő.

## Élete
Hollandiában letelepedett német családból származott. Párizsban Guérinnek lett tanítványa és csakhamar feltűnést keltett érzelgős képeivel, amelyekben a romantikus iskola kifejező jellemzését egyesítette a klasszicisták formai szépségéve és hideg színezésével.
Történeti festményeinek már a tárgya is az érzelmekben gazdag irányról tanúskodik. „Gaston de Foix holttestének fölfedezése a ravennai csatamezőn”, „A miszolungii utolsó katonák”, „A szulióta nők”, a sülpichi csata képe meg a szászok Nagy Károly általi meghódítását ábrázoló képei mutatják, milyen volt drámai tehetsége. Nevezetesek vallásos tárgyú képei is. Legnépszerűbbek voltak a híres költők, különösen Goethe és Dante műveinek egyes helyeit illusztráló képei.